# Fabrice Luang-Vija

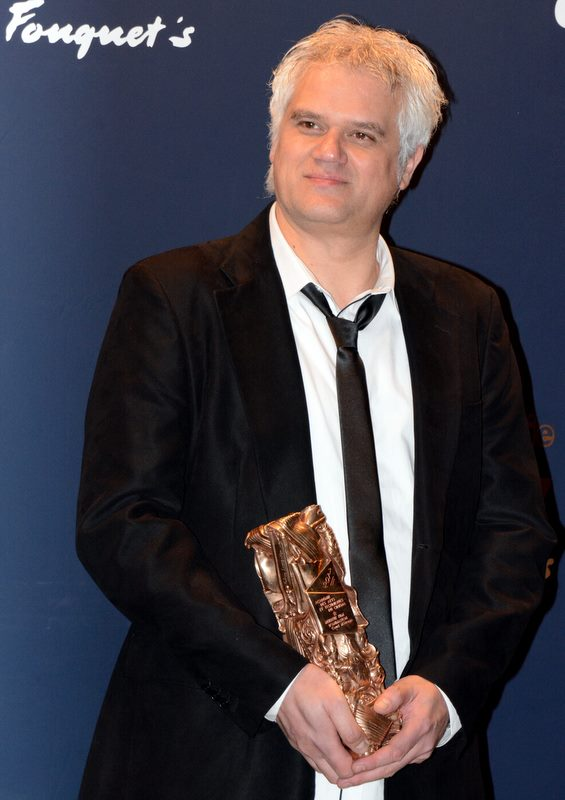
Fabrice Luang-Vija mit dem César für den besten animierten Kurzfilm 2017

Fabrice Luang-Vija (* 18. April 1967 in Lyon) ist ein  französischer Animator.

## Leben
Luang-Vija studierte zunächst Literatur und später Kommunikation und Audiovisuelle Technik an der Universität Grenoble und der Universität Valenciennes. Er arbeitete ab den frühen 1990er-Jahren zunächst für eine Unternehmensgesellschaft in Grenoble im Bereich Unternehmenskommunikation. Es entstanden mehrere Hundert Imagefilme, Unternehmensvideos, Musikvideos und weitere Multimediaprojekte. Luang-Vija gründete 1998 die Filmproduktionsgesellschaft Fargo.
Luang-Vija hatte schon früh ein Interesse am Zeichnen; sein Interesse am Animationsfilm wurde unter anderem durch Besuche des Festival d’Animation Annecy geweckt. Sein erster Animationsfilm als Regisseur war 2002 Square couine, es folgte die Animationsreihe Les fables en délire für Kinder. Mit Fargo produzierte er den Kurzfilm Der mit den zwei Seelen, der auf der Erzählung Celui qui a deux âmes von Néfissa Bénouniche basiert. Luang-Vija adaptierte den Film mit Bénouniche und führte Regie. Der mit den zwei Seelen wurde 2017 mit einem César als Bester animierter Kurzfilm ausgezeichnet. Im Jahr 2019 erschien der in Legetricktechnik animierte Kurzfilm Der Schlangenprinz, für den Luang-Vija das Drehbuch verfasste und bei dem er gemeinsam mit Anna Khmelevskaya Regie führte.
Luang-Vija lebt und arbeitet in Valence.

## Filmografie
- 2002: Die Schaukel im Park (Square couine)
- 2003–2012: Les fables en délire
- 2016: Der mit den zwei Seelen (Ceux qui a deux âmes)
- 2018: La pêche miraculeuse
- 2018: Bamboule
- 2019: Der Schlangenprinz (Le prince serpent)